# Peder Winstrup
Peder Pedersen Winstrup, né le 30 avril 1605 à Copenhague et mort le 28 décembre 1679 à Lund, est un prélat dano-suédois.

## Biographie
Fils de l'évêque de Sjaelland, Peder Jensen Vinstrup, il étudie à Rostock, Wittemberg, Leipzig, Iéna. Diplômé de l'université de Copenhague en 1633, il est nommé chapelain royal du roi Christian IV en 1635. Il obtient un doctorat en théologie en 1636 et est nommé évêque de Lund en 1638.
Lorsque la Scanie, dont fait partie son diocèse, est cédée à la Suède par le Traité de Roskilde en 1658, Winstrup fait allégeance au nouveau roi, Charles X Gustave. Il lui suggère alors de fonder une université à Lund. Ce projet est réalisé en 1668, et Winstrup en est nommé vice-chancelier en 1671.

## Ouverture de son cercueil
Le corps de Peder Winstrup est conservé dans la crypte de la cathédrale de Lund depuis son décès en 1679. En 2015, le cercueil est ouvert par une équipe de scientifiques de Lund. L'examen du corps, très bien conservé, a montré qu'il n'avait pas été embaumé mais naturellement séché, et qu'il repose sur un matelas contenant différentes herbes. La tomodensitométrie a permis une découverte inattendue : un fœtus de quatre ou cinq mois, bien dissimulé dans le cercueil sous les pieds de Winstrup. Personne ne sait qui l’y a placé.
« On ne peut que faire des suppositions, explique Per Karsten, directeur du Musée historique à l’université de Lund : s’agissait-il d’un parent proche de Winstrup ou quelqu'un d'autre a-t-il profité de l'occasion pendant qu’on préparait le cercueil ? Mais nous espérons être en mesure de vérifier s’il y a parenté au moyen d’un test ADN ».
L'analyse ADN a permis de confirmer qu'il y avait bien un lien de parenté entre l'évêque et le fœtus.